# Graauw
Graauw est un village appartenant à la commune néerlandaise de Hulst, situé dans la province de la Zélande, en Flandre zélandaise. En 2009, le village comptait 1 105 habitants.
Jusqu'au 1er avril 1970, Graauw était le chef-lieu de la commune de Graauw en Langendam.